# Laccaria echinospora
Laccaria echinospora är en svampart som först beskrevs av Speg., och fick sitt nu gällande namn av Rolf Singer 1943. Laccaria echinospora ingår i släktet Laccaria och familjen Hydnangiaceae.   Inga underarter finns listade i Catalogue of Life.